# Michael Heidinger
Michael Heidinger (* 1963 in Münster, Westfalen) ist ein deutscher Politiker (SPD). Er war von 2009 bis 2020 Bürgermeister der niederrheinischen Stadt Dinslaken.

## Werdegang
Nach seinem Abitur im Jahr 1982 und dem Wehrdienst begann er 1984 ein Studium der Volkswirtschaftslehre, das er 1990 als Diplom-Volkswirt abschloss. Während seines Studiums trat er 1986 in die SPD ein und arbeitete anschließend bis 1998 für die Bundesagentur für Arbeit. Danach war er bis 2005 Referent für Arbeit, Gesundheit und Soziales in der SPD-Landtagsfraktion und promovierte 2002 berufsbegleitend zum Thema Arbeitsmarktpolitik bei marktkonformer Arbeitsvermittlung – Ein Reformvorschlag aus konstitutionenökonomischer Perspektive. Seit 2004 ist Michael Heidinger Mitglied des Stadtrates von Dinslaken und seit 2005 Vorsitzender des SPD-Unterbezirks Kreis Wesel. Zwischen 2005 und 2009 war er Referatsleiter im Düsseldorfer Ministerium für Arbeit, Gesundheit und Soziales und ist seit 2008 auch Beisitzer im Vorstand der NRW-SPD.

## Bürgermeisteramt

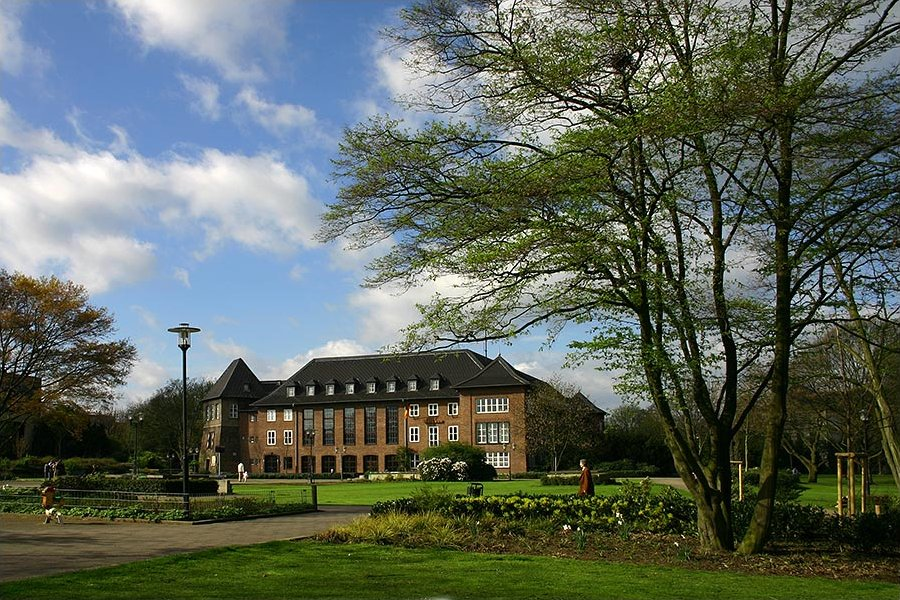
Dinslakener Rathaus

Seit 2009 war Michael Heidinger Bürgermeister der Stadt Dinslaken als Nachfolger von Sabine Weiss (CDU), die das Amt als erste direkt gewählte Bürgermeisterin Dinslakens von 1999 bis 2009 geführt hatte, bis zu ihrem Gewinn eines Direktmandates im Bundestagswahlkreis Wesel I für den Deutschen Bundestag. Mit 38,49 Prozent der Stimmen setzte Heidinger sich gegen den CDU-Kandidaten Heinz Wansing durch. Am 25. Mai 2014 wurde Heidinger mit 60,7 Prozent der gültigen Stimmen wiedergewählt. Am 27. September 2020 verlor er die Stichwahl gegen Michaela Eislöffel (parteilos) und schied damit zum 1. November 2020 als Bürgermeister aus.

## Gremientätigkeiten
Michael Heidinger war Vorsitzender von Verwaltungsrat, Risikoausschuss und Hauptausschuss sowie 1. stellvertretender Vorsitzender der Zweckverbandsversammlung und Bürgerstiftung der Sparkasse Dinslaken-Voerde-Hünxe. Er war des Weiteren Vorsitzender des Aufsichtsrates der Wohnbau Dinslaken, Vorsitzender des Aufsichtsrates und der Gesellschafterversammlung sowie im Personalausschuss der Stadtwerke Dinslaken, Vorsitzender des Aufsichtsrates und der Gesellschafterversammlung der Din@mit GmbH (einer städtischen Agentur aus Dinslaken für Marketing, Investitionsförderung und Tourismus, welche mittlerweile DIN-EVENT GmbH heißt), Mitglied der Gesellschafterversammlung der DINKOMM (einer Telekommunikations-Gesellschaft für Fernwärme und Wasserkraftwerke der Stadtwerke Dinslaken), Vorsitzender des Aufsichtsrates und der Gesellschafterversammlung der Wasserwerke Dinslaken, Vorsitzender des Aufsichtsrates und der Gesellschafterversammlung der Dinslakener Bäder GmbH, Vorsitzender des Aufsichtsrates, der Gesellschafterversammlung und des Beirates sowie im Vergabeausschuss der Fernwärmeversorgung Niederrhein.
Er war Vorsitzender von Beirat und Gesellschafterversammlung der Westfälischen Fernwärmeversorgung (im jährlichen Wechsel mit dem Münsteraner Oberbürgermeister Markus Lewe). Ebenso war er Vorsitzender im jährlichen Wechsel von Beirat und Gesellschafterversammlung des Fernwärmeverbundes Niederrhein Duisburg/Dinslaken (geteilt mit dem Duisburger Oberbürgermeister Adolf Sauerland), von Beirat und Gesellschafterversammlung der Biokraftgesellschaft Moers/Dinslaken (geteilt mit dem Moerser Bürgermeister Norbert Ballhaus) und von Aufsichtsrat und Gesellschafterversammlung der Wärme aus Biomasse GmbH (gehört zu den Stadtwerken Dinslaken). Michael Heidinger saß im Aufsichtsrat der Energie Wasser Niederrhein GmbH und war Mitglied der Verbandsversammlung des Rheinischen Sparkassen und Giroverbandes.
Er war Mitglied des Aufsichtsrates der Rhein-Lippe-Hafen Wesel GmbH, Vorsteher und Mitglied der Zweckverbandsversammlung des Volkshochschul-Zweckverbandes Dinslaken-Voerde-Hünxe, Mitglied des Aufsichtsrates des Flugplatzes Dinslaken/Schwarze Heide, Mitglied des Vorstandes der Burghofbühne Dinslaken, Mitglied von Mitgliederversammlung und des Arbeitskreises Mittelstadt sowie beratendes Mitglied in Präsidium und stellvertretendes Mitglied im Hauptausschuss des nordrhein-westfälischen Städte- und Gemeindebundes, Mitglied des Stiftungsrates der Stiftung Ledigenheim in Dinslaken-Lohberg, Mitglied des Regionalbeirates Düsseldorf der GVV Kommunalversicherung, stellvertretendes Mitglied im Verwaltungsrat des Kommunalen Rechenzentrums Niederrhein, Präsidiumsmitglied der Duisburger Universitäts-Gesellschaft, Vorsitzender des Ortsverbandes Dinslaken des Volksbundes Deutsche Kriegsgräberfürsorge, Mitglied des Beirates der Gesellschaft der Freunde und Förderer des Evangelischen Krankenhauses Dinslaken, Beisitzender im Vorstand des Deutschen Roten Kreuzes Dinslaken-Voerde-Hünxe, Beirat der Essener STEAG Fernwärme GmbH, einer Tochter des Stromerzeugers STEAG, Mitglied des Regionalbeirates des Herner Bergbaukonzernes RAG Aktiengesellschaft (ehemals Ruhrkohle AG), Beisitzer im Vorstand des Sportvereines SGP Oberlohberg und gewählter Beisitzender im Vorstand der Kameradschaft der Feldjäger, Ortsverband Dinslaken.